# Albizia chevalieri
Espèce
Classification APG II (2003)
Albizia chevalieri est une espèce de plantes à fleurs de la famille des Fabaceae. C'est un arbuste ou un arbre originaire d'Afrique.

## Description
C'est un arbuste ou un arbre de 5 à 15 m de haut, souvent bas branchue, à cime arrondie et ouverte à port retombant. Les feuilles longues de 30 à 50 cm sont bipennées et pétiolées avec une glande bien marquée avant la première paire de pinnules. Le bois est jaunâtre. L'inflorescence blanche est en capitules globuleux au sommet de pédoncules axillaires. Le fruit est une gousse oblongue à valves papyracées. Les graines sont aplaties et ont un funicule allongé, deux cotylédons et un embryon droit.

## Répartition et habitat
Son habitat naturel selon Arbonnier (2000) est la savane soudano-sahélienne et soudanienne, sur les sols sableux. Il a une distribution irrégulière en Afrique de l'Ouest et se répartit du Sénégal au Cameroun et au Tchad.

## Source
Mémoire de DEA de biologie de développement/Université de Lomé au Togo[Qui ?]